# Strange Beautiful Music
Strange Beautiful Music è il nono album di Joe Satriani, pubblicato nel 2002.

## Tracce
1. Oriental Melody – 3:53
2. Belly Dancer – 5:00
3. Starry Night – 3:53
4. Chords of Life – 4:12
5. Mind Storm – 4:10
6. Sleep Walk – 2:42
7. New Last Jam – 4:16
8. Mountain Song – 3:28
9. What Breaks a Heart – 5:17
10. Seven String – 4:00
11. Hill Groove – 4:07
12. The Journey – 4:07
13. The Traveler – 5:36
14. You Saved My Life – 5:02
15. The Eight Steps
16. Slick

Tutti i brani sono di Joe Satriani, ad eccezione di Sleep Walk, scritto da Santo & Johnny.
Le tracce 15 (The Eight Steps) e 16 (Slick) sono brani bonus track presenti nella edizione giapponese ed inserite nella successiva raccolta The Electric Joe Satriani: An Anthology.

## Formazione
- Joe Satriani - chitarra, banjo, basso, tastiere
- Matt Bissonette - basso
- Jeff Campitelli - batteria
- Eric Caudieux - tastiere e computer
- Robert Fripp - chitarra Frippertronic in Sleep Walk
- Gregg Bissonette - batteria in Belly Dancer
- Pia Vai - harp in Chords Of Life
- John Cuniberti - percussioni